# Turpandepressionen
Turfansänkan eller Turpandepressionen (kinesiska: 吐鲁番盆地) är ett bäcken i i den autonoma regionen Xinjiang i nordvästra Kina omkring 150 kilometer sydost om regionhuivudstaden Ürümqi.
Det ligger  norr om Tarimbäckenet och söder om Dzungarbäckenet. Lägsta punkten utgörs av den avloppslösa saltsjön Aydingkol, som ofta är torr, och som ligger 154 meter under havets yta.